# باغ كشكولي (مقاطعة فيروزآباد)
باغ كشكولي (بالفارسية: باغ مهندس کشکولی) هي قرية تقع في فارس في إيران.